# Chuyến bay 93 của United Airlines
Chuyến bay 93 của United Airlines là chuyến bay chở khách theo lịch trình nội địa đã bị 4 tên khủng bố al-Qaeda cướp máy bay trong khuôn khổ vụ tấn công ngày 11 tháng 9. Máy bay cuối cùng đã bị rơi ở hạt Somerset, Pennsylvania, sau nỗ lực của hành khách và phi hành đoàn nhằm giành lại quyền kiểm soát máy bay từ những kẻ không tặc. Tất cả 44 người trên máy bay đều thiệt mạng, bao gồm cả nhóm không tặc. Chiếc máy bay Boeing 757-200 đang thực hiện chuyến bay theo lịch trình hàng ngày vào buổi sáng của United Airlines từ Sân bay Quốc tế Newark ở New Jersey đến Sân bay Quốc tế San Francisco ở California.
Không tặc đã xông vào buồng lái của máy bay 46 phút sau khi cất cánh. Cơ trưởng và sĩ quan thứ nhất đấu tranh với bọn không tặc, thông tin này được truyền cho Kiểm soát không lưu. Ziad Jarrah, người đã được đào tạo như một phi công, đã điều khiển chiếc máy bay và chuyển hướng nó trở lại bờ biển phía đông, theo hướng Washington, DC, thủ đô Hoa Kỳ. Khalid Sheikh Mohammed và Ramzi bin al-Shibh, được coi là những kẻ chủ mưu chính của các cuộc tấn công này, đã tuyên bố rằng mục tiêu dự kiến của máy bay 93 là Tòa nhà Quốc hội Hoa Kỳ.
Sau khi không tặc kiểm soát được máy bay, các phi công có thể đã thực hiện các biện pháp như hủy kích hoạt chế độ bay tự động để cản trở những kẻ không tặc. Một số hành khách và tiếp viên đã biết được từ các cuộc điện thoại rằng các máy bay do các nhóm không tặc khác điều khiển đã đâm vào Trung tâm Thương mại Thế giới ở Thành phố New York và Lầu Năm Góc ở Hạt Arlington, Virginia. Thay vì nhường quyền kiểm soát máy bay, nhiều hành khách đã cố gắng chiến đấu với những kẻ không tặc để giành lại nó. Trong quá trình giằng co, những kẻ không tặc đã cố tình đâm máy bay xuống cánh đồng gần một mỏ khai thác bỏ hoang ở Thị trấn Stonycreek, gần Hồ Ấn Độ và Shanksville, khoảng 65 dặm (105 km) về phía đông nam của Pittsburgh và 130 dặm (210 km) về phía tây bắc của Washington, DC. Một vài người đã chứng kiến vụ rơi máy bay nhìn từ mặt đất, và các hãng thông tấn bắt đầu đưa tin về sự kiện này trong vòng một giờ.
Trong số bốn máy bay bị cướp vào ngày 11 tháng 9 – những chiếc còn lại là Chuyến bay 11 của American Airlines, Chuyến bay 175 của United Airlines và Chuyến bay 77 của American Airlines – Chuyến bay United Airlines 93 là chiếc máy bay duy nhất không đến được mục tiêu đã định trước của không tặc. Một đài tưởng niệm tạm thời đã được xây dựng gần nơi máy bay rơi ngay sau vụ tấn công. Việc xây dựng Đài tưởng niệm Quốc gia Chuyến bay 93 vĩnh viễn đã được hoàn thành vào ngày 10 tháng 9 năm 2011, và một trung tâm tưởng niệm dành cho du khách được làm bằng bê tông và kính (nằm trên một ngọn đồi nhìn ra địa điểm này) đã được mở cửa đúng bốn năm sau đó.

## Không tặc
Vụ cướp chuyến bay 93 do Ziad Jarrah, một thành viên của al-Qaeda lãnh đạo. Jarrah sinh ra ở Lebanon trong một gia đình giàu có và có một nền giáo dục thế tục. Anh dự định trở thành phi công và chuyển đến Đức năm 1996, đăng ký học tiếng Đức tại Đại học Greifswald. Một năm sau, Jarrah chuyển đến Hamburg và bắt đầu theo học ngành kỹ thuật hàng không tại Đại học Khoa học Ứng dụng Hamburg. Tại Hamburg, Jarrah trở thành một tín đồ Hồi giáo sùng đạo và có liên hệ với phòng Hamburg với tư duy cực đoan.
Vào tháng 11 năm 1999, Jarrah rời Hamburg đến Afghanistan, và ở đó ba tháng. Trong thời gian ở Afghanistan, anh ta đã gặp thủ lĩnh al-Qaeda Osama bin Laden vào tháng 1 năm 2000. Jarrah quay trở lại Hamburg vào cuối tháng 1 và vào tháng 2 đã lấy được hộ chiếu mới không có hồ sơ đóng dấu về các chuyến du lịch của mình bằng cách báo cáo hộ chiếu của mình đã bị đánh cắp.
Vào tháng 5, Jarrah nhận được thị thực từ Đại sứ quán Hoa Kỳ tại Berlin, đến Florida vào tháng 6 năm 2000. Tại đây, anh bắt đầu tham gia các bài học bay và huấn luyện chiến đấu tay không. Jarrah duy trì liên lạc với bạn gái của mình ở Đức và với gia đình của mình ở Lebanon trong những tháng trước khi vụ tấn công xảy ra. Sự tiếp xúc gần gũi này khiến Mohamed Atta, thủ lĩnh chiến thuật của âm mưu này trở nên khó chịu, và các nhà lập kế hoạch của al-Qaeda có thể đã cân nhắc một đặc nhiệm khác, Zacarias Moussaoui, để thay thế Jarrah nếu Jarrah rút lui.
Bốn tên không tặc "cơ bắp" đã được huấn luyện để xông vào buồng lái và chế ngự phi hành đoàn, và ba tên đã đi cùng Jarrah trên Chuyến bay 93. Người đầu tiên, Ahmed al-Nami, đến Miami, Florida, vào ngày 28 tháng 5 năm 2001, với thị thực du lịch sáu tháng với những kẻ không tặc Chuyến bay 175 của United Airlines là Hamza al-Ghamdi và Mohand al-Shehri. Người thứ hai, Ahmed al-Haznawi, đến Miami vào ngày 8 tháng 6 cùng với không tặc trên Chuyến bay 11 Wail al-Shehri. Người thứ ba, Saeed al-Ghamdi, đến Orlando, Florida, vào ngày 27 tháng 6 với không tặc trên Chuyến bay 175, Fayez Banihammad.
Vào ngày 3 tháng 8 năm 2001, một kẻ không tặc theo kế hoạch thứ năm, Mohammed al-Qahtani, đã bay vào Orlando từ Dubai, nhưng đã bị các quan chức nhập cư thẩm vấn. Họ nghi ngờ rằng al-Qahtani không thể tự nuôi sống mình chỉ với 2.800 đô la tiền mặt trong người, và nghi ngờ rằng anh ta có ý định trở thành một người nhập cư bất hợp pháp khi sử dụng vé một chiều. al-Qahtani bị buộc phải trở lại Dubai, và sau đó trở lại Ả Rập Xê Út. Hộ chiếu của Ziad Jarrah và Saeed al-Ghamdi đã được phục hồi từ địa điểm máy bay gặp nạn của Chuyến bay 93. Gia đình của Jarrah nói rằng Jarrah chỉ là một "hành khách vô tội" trên chuyến bay.

## Chuyến bay

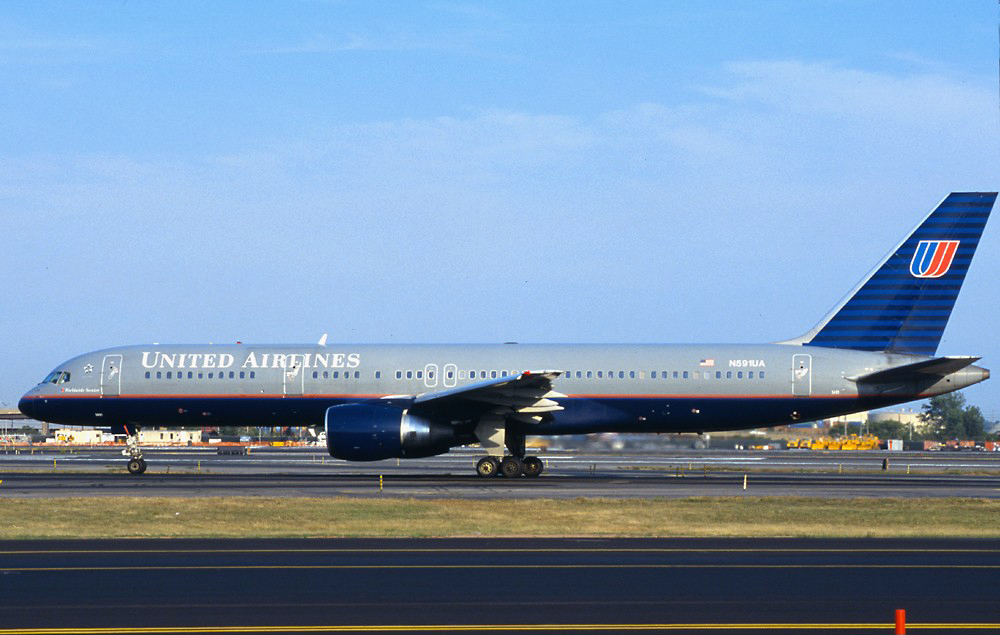
N591UA di chuyển trong sân bay vào ngày 8 tháng 9 năm 2001, ba ngày trước khi nó bị tấn công

Máy bay liên quan đến vụ không tặc là một chiếc Boeing 757-222, đăng ký số N591UA  được giao cho United Airlines vào tháng 6 năm 1996. Máy bay có sức chứa 182 hành khách; chuyến bay ngày 11 tháng 9 chở 37 hành khách, bao gồm bốn kẻ khủng bố và bảy thành viên phi hành đoàn, hệ số tải là 20 phần trăm, thấp hơn đáng kể so với hệ số tải trung bình ngày thứ Ba 52% cho Chuyến bay 93. Bảy thành viên phi hành đoàn là Cơ trưởng Jason Dahl (43 tuổi), Sĩ quan thứ nhất LeRoy Homer Jr. (36 tuổi), và các tiếp viên hàng không Lorraine Bay, Sandra Bradshaw, Wanda Green, CeeCee Lyles và Deborah Welsh.

### Chuẩn bị

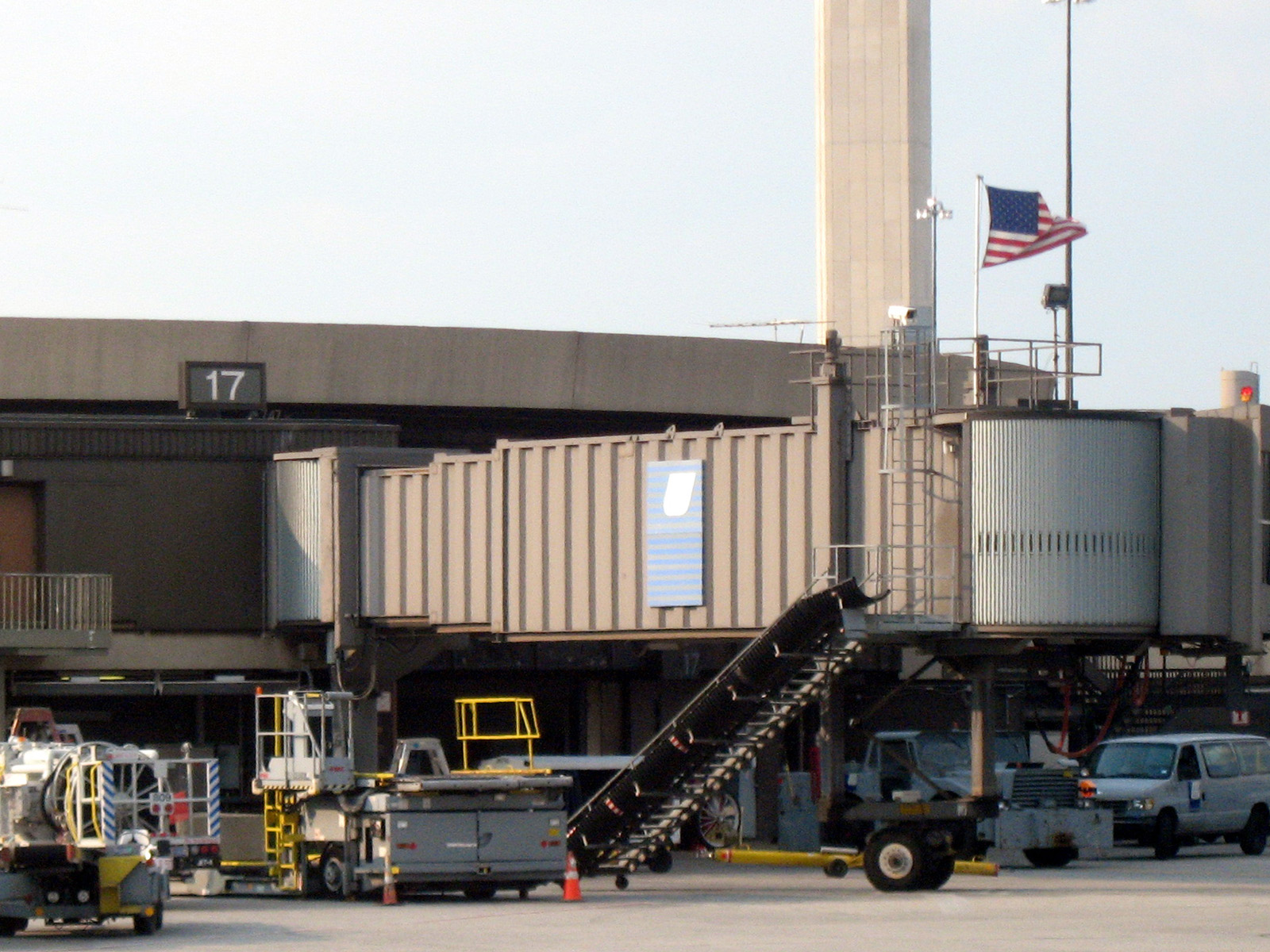
Cờ Hoa Kỳ bay trên Cổng 17 của Nhà ga A tại Sân bay Quốc tế Newark Liberty, cổng khởi hành của United 93.

Vào lúc 5:01 sáng ngày 11 tháng 9, Jarrah gọi điện thoại di động từ Newark cho Marwan al-Shehhi, phi công không tặc trên chuyến bay 175 của United Airlines, ở Boston, với nội dung mà nhà chức trách tin rằng Jarrah xác nhận kế hoạch thực hiện các vụ tấn công đang được tiến hành. Bốn tên không tặc đã làm thủ tục cho chuyến bay từ 07:03 đến 07:39 Giờ Miền Đông. Lúc 07:03, Ghamdi làm thủ tục mà không có bất kỳ hành lý nào trong khi Nami ký gửi hai túi hành lý. Lúc 07:24, Haznawi ký gửi một túi hành lý và 07:39, Jarrah làm thủ tục mà không có bất kỳ hành lý nào. Haznawi là kẻ không tặc duy nhất được Hệ thống sàng lọc hành khách có sự hỗ trợ của máy tính (CAPPS) chọn để kiểm tra kỹ lưỡng hơn. Túi ký gửi của Haznawi đã được kiểm tra thêm để tìm chất nổ và không có kiểm tra an ninh nào được CAPPS yêu cầu thực hiện thêm tại điểm kiểm tra an ninh hành khách. Không ai trong số các nhân viên của trạm kiểm soát an ninh báo cáo bất kỳ điều gì bất thường về những kẻ không tặc.
Haznawi và Ghamdi lên máy bay lúc 07:39 và lần lượt ngồi ở các ghế hạng nhất 6B và 3D. Nami lên tàu một phút sau đó và ngồi ở ghế hạng nhất 3C. Trước khi lên máy bay, Jarrah đã thực hiện 5 cuộc điện thoại tới Lebanon, một cuộc tới Pháp và một cuộc gọi cho bạn gái của anh ở Đức; 1 ngày trước đó Jarrah đã gửi một lá thư tạm biệt cho bạn gái và nói rằng anh yêu cô. Jarrah lên máy bay lúc 07:48 và ngồi ở ghế 1B. Máy bay dự kiến khởi hành lúc 08:00 và đi lùi từ cổng A17 lúc 08:01. Chuyến bay vẫn bị trì hoãn trên mặt đất cho đến 08:42 do sân bay bị tắc nghẽn nặng.

### Cảnh báo không tặc
Ba chuyến bay bị tấn công khác đều khởi hành trong vòng mười lăm phút so với thời gian dự kiến của chúng. Theo thời gian Chuyến bay 93 bắt đầu bay trên không, Chuyến bay 11 chỉ còn 4 phút nữa là đâm vào Tháp Bắc và Chuyến bay 175 đang bị không tặc; Chuyến bay 77 đang bay bình thường và còn 9 phút nữa là bị không tặc. Đến 09:02, một phút trước khi Chuyến bay 175 đâm vào tháp Nam, Chuyến bay 93 đạt độ cao 35.000 foot (11.000 m).
Khi các cuộc tấn công bắt đầu diễn ra, các quan chức không lưu bắt đầu đưa ra cảnh báo thông qua Hệ thống Báo cáo và Địa chỉ Liên lạc Máy bay (ACARS). Ed Ballinger, điều phối viên chuyến bay của United, bắt đầu gửi văn bản cảnh báo buồng lái đến các chuyến bay của United Airlines vào lúc 09:19, 17 phút sau khi ông biết về tác động của Chuyến bay 175. Ballinger chịu trách nhiệm về nhiều chuyến bay, và anh ta đã gửi thông điệp tới Flight 93 lúc 09:23. Ballinger nhận được một tin nhắn ACARS thường lệ từ Chuyến bay 93 lúc 09:21. Vào lúc 9:22, sau khi biết các sự kiện tại Trung tâm Thương mại Thế giới, Melody Homer, vợ của LeRoy Homer, đã gửi một tin nhắn ACARS cho chồng trong buồng lái để hỏi xem anh ấy có ổn không. Lúc 09:24, Chuyến bay 93 đã nhận được cảnh báo ACARS của Ballinger, "Hãy coi chừng bất kỳ sự xâm nhập buồng lái nào – hai chiếc a/c [máy bay] đã đâm vào Trung tâm Thương mại Thế giới ". Vào lúc 9:26, phi công Jason Dahl, có vẻ bối rối trước tin nhắn, đã trả lời, "Ed, làm ơn xác nhận tin nhắn mới nhất - Jason". Lúc 09:27:25, tổ bay phản hồi thông tin vô tuyến thường kỳ từ kiểm soát không lưu. Đây là lần liên lạc cuối cùng của tổ bay trước khi máy bay bị cướp.

## Cướp máy bay
Vụ không tặc bắt đầu lúc 09:28. Vào thời điểm này, Chuyến bay 11 và 175 đã đâm vào Trung tâm Thương mại Thế giới và Chuyến bay 77 trong vòng chín phút sau khi tấn công Lầu Năm Góc. Những kẻ không tặc trên các chuyến bay đó đã đợi không quá ba mươi phút để chiếm quyền điều khiển máy bay, rất có thể đã tấn công sau khi biển báo thắt dây an toàn đã được tắt và dịch vụ tiếp viên đã bắt đầu. Không biết tại sao những kẻ không tặc trên chuyến bay 93 đã đợi những 46 phút để bắt đầu cuộc tấn công. Bằng chứng là không tặc đã tấn công các phi công vào lúc 09:28:05 hoặc chậm hơn, vì máy bay đã cắm đầu lao xuống đáng kể vào thời điểm đó – hạ độ cao 680 feet trong ba mươi giây.

### Những bản ghi âm trong buồng lái
Lúc 09:28:17, máy bay liên lạc với bộ điều khiển Cleveland và phi công của các máy bay ở khu vực lân cận, với "những âm thanh khó hiểu, có thể là la hét hoặc một cuộc vật lộn". Một Kiểm soát viên Không lưu Cleveland trả lời, "Ai đó gọi Cleveland?" nhưng không nhận được hồi âm. Ba mươi lăm giây sau, máy bay thực hiện một cú truyền âm khác. Trong cả hai cuộc gọi, một người đàn ông hét lên, " Mayday! Mayday! Ra khỏi đây! Ra khỏi đây! Ra khỏi đây! " Khi Melody Homer và Sandy Dahl, vợ của Jason Dahl, nghe đoạn băng, Melody xác định Sĩ quan thứ nhất LeRoy Homer là người đàn ông đang hét lên.
Máy bay rơi, hạ độ cao 685 foot (209 m) trong nửa phút trước khi những kẻ không tặc ổn định lại máy bay. Trong số bốn máy bay bị cướp, Chuyến bay 93 là chiếc máy bay duy nhất phát đi cuộc gọi cứu nạn. Nhiều khả năng là do các phi công đã được cảnh báo về việc không tặc đã điều khiển máy bay đâm vào Trung tâm Thương mại Thế giới và đề phòng có kẻ gian xâm nhập buồng lái, khi bị tấn công, họ đã bấm nút micrô nên sự giằng co giữa hai bên có thể bị kiểm soát không lưu nghe thấy. Kiểm soát viên không lưu Trung tâm Cleveland John Werth tin rằng đó không chỉ là một lời kêu cứu mà còn là một lời cảnh báo.

Thời gian chính xác mà Chuyến bay 93 đã nằm dưới sự kiểm soát của những kẻ không tặc không thể xác định được. Các quan chức tin rằng lúc 09:28, không tặc đã tấn công buồng lái và đồng thời di chuyển hành khách ra phía sau máy bay để giảm thiểu khả năng phi hành đoàn hoặc hành khách can thiệp vào cuộc tấn công. Các chuyến bay bị tấn công khác được thực hiện bởi các đội năm người, nhưng Chuyến bay 93 chỉ có bốn tên không tặc, dẫn đến suy đoán có thể có kẻ không tặc thứ 20. Ủy ban 11/9 tin rằng Mohammed al-Qahtani có khả năng là ứng cử viên cho vai trò này, nhưng không thể tham gia vì anh ta đã bị từ chối nhập cảnh vào Hoa Kỳ một tháng trước đó. Với nhiều hành khách nói trong các cuộc điện thoại rằng họ chỉ nhìn thấy ba tên không tặc, Ủy ban 11/9 tin rằng Jarrah vẫn ngồi yên cho đến khi buồng lái bị chiếm thành công và hành khách được di chuyển ra phía sau máy bay và sau đó tiếp quản điều khiển chuyến bay, khuất tầm mắt của những hành khách.
Máy ghi âm buồng lái bắt đầu ghi lại ba mươi phút cuối cùng của Chuyến bay 93 lúc 09:31:57. Vào lúc này, nó ghi lại tiếng Jarrah thông báo, "Thưa quý vị: đây là thuyền trưởng. [sic]   Vui lòng ngồi xuống, giữ chỗ ngồi còn lại. [sic]   Chúng tôi có một quả bom trên tàu. Vậy hãy ngồi yên." Ủy ban 11/9 tin rằng Jarrah đã cố gắng đưa ra một thông báo cho hành khách, nhưng đã nhấn nhầm nút, gửi thông báo đến các kiểm soát viên của Cleveland; Mohamed Atta cũng mắc lỗi tương tự trên Chuyến bay 11. Người điều khiển không lưu hiểu nội dung này, nhưng lại trả lời, "Trung tâm Cleveland gọi đây, tôi nghe bạn không rõ. Nói lại, chậm thôi. "
Các đoạn ghi âm chuyến bay cho thấy một người đàn ông bị thương, được cho là Dahl, đang rên rỉ trong buồng lái. Người đàn ông liên tục cầu xin: "Không" khi những tên không tặc hét lên yêu cầu anh ta ngồi xuống và ngừng chạm vào thứ gì đó. Sandy tin rằng Dahl đã thực hiện các hành động để gây trở ngại cho những kẻ không tặc, bao gồm việc có thể ngắt chế độ lái tự động và định tuyến lại tần số vô tuyến của máy bay để những nỗ lực của Jarrah liên lạc với hành khách được chuyển tới các kiểm soát viên không lưu. Một người phụ nữ, được cho là tiếp viên hàng không hạng nhất Debbie Welsh, được cho là đang bị giam giữ ngay sau lưng và được nghe thấy đang vật lộn với những tên không tặc và cầu xin: "Làm ơn, làm ơn, đừng làm tôi bị thương." Jarrah hướng dẫn lái tự động quay đầu máy bay và đi về hướng đông lúc 09:35:09. Máy bay bay lên độ cao 40.700 foot (12.400 m) và kiểm soát viên không lưu ngay lập tức di chuyển một số máy bay ra khỏi đường bay của Chuyến bay 93. Có tiếng người phụ nữ trong buồng lái nói "Tôi không muốn chết, tôi không muốn chết" trước khi bị giết hoặc làm cho phải im lặng, tiếp theo là một trong những tên không tặc nói bằng tiếng Ả Rập, "Mọi thứ đều ổn. Tôi đã hoàn thành. "
Lúc 09:39, hai phút sau khi Chuyến bay 77 va chạm với Lầu Năm Góc, kiểm soát viên không lưu tình cờ nghe được Jarrah nói, "À, đây là cơ trưởng: [sic]   Tôi muốn tất cả các bạn ngồi yên tại chỗ. Chúng tôi có một quả bom trên máy bay, và chúng tôi sẽ quay lại sân bay, và chúng tôi có những yêu cầu của mình. Vì vậy, hãy im lặng." Kiểm soát viên không lưu không nghe thêm âm thanh nào từ chuyến bay nữa. Theo ủy ban 11/9, những kẻ không tặc có thể đã biết về các cuộc tấn công thành công vào Trung tâm Thương mại Thế giới từ các tin nhắn được United Airlines gửi đến buồng lái của các chuyến bay xuyên lục địa, bao gồm Chuyến bay 93, cảnh báo về sự xâm nhập buồng lái và thông báo về các cuộc tấn công ở New York.
Trong buồng lái, người đàn ông bị thương tiếp tục rên rỉ và dường như liên tục ngắt động cơ lái tự động, vì vào lúc 09:40, có những âm thanh còi báo hiệu những kẻ không tặc đang gặp sự cố với hệ thống lái tự động và đang nghịch một cái núm màu xanh lá cây. "Cái núm xanh này?" một trong những tên không tặc hỏi người kia bằng tiếng Ả Rập. Một tên không tặc khác trả lời: "Đúng vậy." Lúc 09:41:56, người đàn ông bị thương, với giọng rên rỉ, nói: "Ôi trời!". Khi người đàn ông tiếp tục rên rỉ, những kẻ không tặc đã nói "Thông báo cho họ, và bảo anh ta nói chuyện với phi công; đưa phi công trở lại". Vì người đàn ông đang rên rỉ được cho là Dahl, những kẻ không tặc có thể đã đề cập đến Homer, cho thấy anh ta lúc đó cũng vẫn còn sống. Một nhân viên của United ở San Francisco đã gửi tin nhắn ACARS tới chuyến bay lúc 09:46, "Đã nghe báo cáo về sự cố. Xin xác nhận tất cả đều bình thường. "

### Các cuộc điện thoại của hành khách và phi hành đoàn
Hành khách và phi hành đoàn đã bắt đầu thực hiện các cuộc gọi điện thoại cho các quan chức và các thành viên trong gia đình bắt đầu lúc 09:30, sử dụng GTE airphones và điện thoại di động. Tổng cộng, các hành khách và phi hành đoàn đã thực hiện 35 cuộc gọi điện thoại và hai cuộc điện thoại di động từ chuyến bay. Mười hành khách và hai thành viên phi hành đoàn đã có thể kết nối, cung cấp thông tin cho gia đình, bạn bè và những người khác trên mặt đất.
Tom Burnett đã gọi điện cho vợ mình, Deena, bắt đầu lúc 09:30:32 từ hàng 24 và 25, mặc dù anh ta đã được chỉ định ngồi ở hàng 4. Burnett giải thích rằng những người đàn ông tuyên bố có bom đã cướp máy bay. Ông cũng cho biết một hành khách đã bị đâm bằng dao và ông tin rằng lời đe dọa đánh bom là một mưu mẹo để kiểm soát hành khách. Burnett cho biết hành khách bị đâm đã chết, không có dấu hiệu mạch đập.
Người ta tin rằng hành khách Mark Rothenberg là nạn nhân này. Rothenberg là hành khách hạng nhất duy nhất không gọi điện thoại sau vụ không tặc. Rothenberg ngồi ở 5B, và Haznawi ngồi ngay sau anh ta ở ghế 6B. Trên Chuyến bay 11, Satam al-Suqami, ngồi ở ghế 10B, đã tấn công hành khách Daniel Lewin, người ngồi ngay phía trước anh ta ở ghế 9B. Một giả thiết được đặt ra là Haznawi đã tấn công Rothenberg một cách vô cớ, để khiến các hành khách khác và phi hành đoàn sợ hãi khi tuân thủ. Ngoài ra, Rothenberg có thể đã cố gắng ngăn chặn vụ không tặc và đối đầu với những kẻ không tặc.
Vợ của Burnett đã thông báo cho anh ta về các cuộc tấn công vào Trung tâm Thương mại Thế giới và anh ta trả lời rằng những kẻ không tặc đang "nói về việc đâm chiếc máy bay này.... Ôi chúa ơi. Đó là một nhiệm vụ tự sát. " Anh ta bắt đầu hỏi cô thông tin về các cuộc tấn công, thỉnh thoảng ngắt lời cô để nói với những hành khách khác gần đó những gì cô đang nói. Sau đó anh ta cúp máy. Trong cuộc gọi tiếp theo, Deena thông báo cho Burnett về cuộc tấn công vào Lầu Năm Góc. Burnett kể chuyện này với những hành khách khác, và nói với Deena rằng anh ta và một nhóm hành khách khác đang cùng nhau lên kế hoạch chiếm lại máy bay. Anh ta kết thúc cuộc gọi cuối cùng của mình bằng câu nói, "Đừng lo lắng, chúng tôi sẽ làm một cái gì đó." Một tiếp viên hàng không không rõ danh tính đã cố gắng liên hệ với cơ sở bảo dưỡng của United Airlines lúc 09:32:29. Cuộc gọi kéo dài 95 giây, nhưng không nhận được vì có thể cuộc gọi này đã được đưa vào hàng đợi. Tiếp viên hàng không Sandra Bradshaw gọi đến cơ sở bảo dưỡng lúc 09:35:40 từ hàng 33. Cô cho biết chuyến bay đã bị cướp bởi những người đàn ông có dao trong cabin và buồng lái và chúng đã đâm một tiếp viên hàng không khác, có thể là Debbie Welsh.
—Message left by pregnant passenger Lauren Grandcolas at 09:39:21.
Mark Bingham gọi cho mẹ lúc 09:37:03 từ hàng ghế 25. Anh ta báo cáo rằng ba người đàn ông tuyên bố có bom đã cướp máy bay. Jeremy Glick gọi cho vợ lúc 09:37:41 từ hàng ghế số 27 và nói với cô rằng chuyến bay đã bị cướp bởi ba người đàn ông da ngăm trông giống "người Iran", đeo khăn quàng đỏ và cầm dao. Glick vẫn được kết nối cho đến khi kết thúc chuyến bay. Ông báo cáo rằng các hành khách đã bỏ phiếu xem có nên "xông tới" tấn công những kẻ không tặc hay không. Điều phối viên kiểm soát không lưu của Hoa Kỳ cho các chuyến bay Bờ Tây, Alessandro "Sandy" Rogers, đã thông báo cho Trung tâm Chỉ huy Herndon của Cục Hàng không Liên bang (FAA) ở Herndon, Virginia, rằng Chuyến bay 93 đã không phản hồi và đi chệch hướng. Một phút sau, bộ phát đáp bị tắt, nhưng bộ điều khiển Cleveland vẫn tiếp tục theo dõi chuyến bay trên radar chính. Trung tâm Herndon chuyển tiếp thông tin về chuyến bay 93 đến trụ sở của FAA. Joseph DeLuca đã gọi cho cha mình lúc 09:43:03 từ hàng ghế 26 để thông báo rằng chuyến bay đã bị cướp.
Todd Beamer đã cố gắng gọi cho vợ mình từ hàng ghế 32 lúc 09:43:48, nhưng đã được chuyển đến nhà điều hành điện thoại GTE Lisa D. Jefferson. Beamer nói với người điều hành rằng chuyến bay đã bị cướp và hai người mà anh ta nghĩ là phi công đang nằm ở trên sàn, đã chết hoặc bị thương. Anh ta cho biết một trong những tên không tặc có một chiếc thắt lưng màu đỏ với thứ trông giống như một quả bom được thắt ở thắt lưng của anh ta. Khi những kẻ không tặc quay chiếc máy bay về phía nam, Beamer trong chốc lát hoảng sợ, kêu lên, "Chúng tôi sẽ rơi xuống! Chúng tôi đang lao xuống! " Linda Gronlund gọi cho em gái mình, Elsa Strong, lúc 09:46:05 và để lại cho cô ấy một tin nhắn rằng có "những người đàn ông mang bom".
Tiếp viên hàng không CeeCee Lyles đã gọi cho chồng cô lúc 09:47:57 và để lại cho anh ấy một tin nhắn nói rằng máy bay đã bị cướp. Marion Britton đã gọi cho bạn của cô, Fred Fiumano, lúc 09:49:12. Fiumano nhớ lại, "cô ấy nói," Chúng tôi sẽ chết. Họ sẽ giết chúng tôi, bạn biết đấy, chúng tôi sẽ chết. ' Và tôi nói với cô ấy, 'Đừng lo, họ cướp máy bay thôi, họ sẽ đưa bạn đi một vòng, bạn sẽ đến đất nước của họ, và rồi bạn quay lại. Coi như là bạn đi nghỉ thôi.' Bạn sẽ không biết phải nói gì lúc đó – bạn định nói gì đây? Tôi tiếp tục nói những điều tương tự, 'Hãy bình tĩnh.' Và cô ấy đã khóc và... la hét và gào thét. "
Tiếp viên hàng không Sandra Bradshaw gọi điện cho chồng lúc 09:50:04 và nói với anh ta rằng cô đang đun nước nóng để hắt vào những tên không tặc. Hành khách Lauren Grandcolas đã gọi điện cho chồng mình hai lần, một lần trước khi máy bay cất cánh và một lần trong khi không tặc đang cướp máy bay. Người chồng đã bỏ lỡ cả hai cuộc gọi của cô. Mặc dù người ta cho rằng Grandcolas đã cho Honor Elizabeth Wainio mượn điện thoại của mình, sau đó nó được xác định là của Britton. Wainio gọi cho mẹ kế của mình lúc 09:53:43 và kết luận bốn phút rưỡi sau, "Con phải đi. Họ đang đột nhập vào buồng lái. Con yêu mẹ." Jarrah quay số trong tần số dải đa hướng VHF (VOR) để tìm viện trợ điều hướng VOR tại Sân bay Quốc gia Reagan lúc 09:55:11 với mục đích hướng máy bay về phía Washington, DC
Bradshaw, nói chuyện điện thoại với chồng, nói rằng "Mọi người đang chạy lên khoang hạng nhất. Em phải đi. Tạm biệt. " Beamer nói với nhà điều hành điện thoại Lisa Jefferson của GTE rằng anh ta và một vài hành khách đang tụ tập với nhau và định "tấn công bất ngờ" kẻ không tặc có quả bom trên người. Beamer đọc Kinh Lạy Cha và Thánh vịnh 23 cùng với Jefferson, và những người khác cũng tham gia cầu nguyện. Beamer yêu cầu Jefferson, "Nếu tôi không đến nơi được, vui lòng gọi cho gia đình tôi và cho họ biết tôi yêu họ đến nhường nào." Sau đó, Jefferson nghe thấy những giọng nói bị bóp nghẹt và Beamer trả lời, "Bạn đã sẵn sàng chưa? Được rồi. Hãy lao đến." Đây là những lời cuối cùng của Beamer với Jefferson.
Trong quá trình không tặc, Chuyến bay 93 đã bay sát một chiếc KC-135 của NASA trong phạm vi 1.000 foot (300 m) (thay vì 2.000 foot (610 m) theo quy định an toàn bay) khi nó vừa trở về sau một chuyến bay vi trọng lực qua Hồ Ontario. Phi công Dominic Del Rosso của NASA nhớ lại sự im lặng kỳ lạ trên đài phát thanh vào buổi sáng hôm đó.

### Hành khách nổi dậy chống cự
Cuộc nổi dậy của hành khách trên chuyến bay 93 bắt đầu lúc 09:57, sau khi các hành khách bỏ phiếu về việc có nên hành động hay không. Đến lúc này, Chuyến bay 77 đã đâm vào Lầu Năm Góc và Chuyến bay 11 và 175 đã đâm vào các tòa tháp của Trung tâm Thương mại Thế giới. Máy bay tách khỏi đường bay tới Washington, DC sau khi hành khách nổi dậy và những kẻ không tặc bắt đầu rung lắc máy bay một cách dữ dội để đáp trả.
—Todd Beamer's last words heard by operator Lisa Jefferson.
Những kẻ không tặc trong buồng lái biết được cuộc nổi dậy lúc 09:57:55, Jarrah thốt lên, "Có chuyện gì không? Đánh nhau à? "
Edward Felt quay số 9-1-1 từ điện thoại di động của anh ấy từ buồng vệ sinh phía sau máy bay để tìm kiếm thông tin lúc 09:58. Cuộc gọi của anh ta đã được điều phối viên John Shaw trả lời, và Felt đã có thể nói với Shaw về vụ tấn công trước khi cuộc gọi bị ngắt kết nối. Nhiều bản tin (ban đầu dựa trên lời kể của người giám sát 9-1-1 sau khi tình cờ nghe thấy cuộc gọi) khẳng định rằng Edward Felt báo cáo đã nghe thấy một vụ nổ và nhìn thấy khói từ một vị trí không xác định trên máy bay. Những báo cáo này đã không được chứng thực bởi vợ của Shaw hoặc Felt, Sandra, người đã nghe đoạn ghi âm sau đó.
CeeCee Lyles gọi cho chồng mình một lần nữa từ điện thoại di động và nói với anh ấy rằng các hành khách đang cố gắng xông vào buồng lái. Jarrah bắt đầu nghiêng chiếc máy bay sang trái và phải để khiến các hành khách mất thăng bằng. Jarrah nói với một tên không tặc khác trong buồng lái lúc 09:58:57, "Chúng muốn vào đây. Giữ, giữ từ bên trong. Giữ từ bên trong. Giữ chặt." Jarrah thay đổi chiến thuật lúc 09:59:52 và hướng mũi máy bay lên xuống để ngăn chặn cuộc tấn công.
Máy ghi âm buồng lái ghi lại những âm thanh va chạm, la hét, và những mảnh thủy tinh và đĩa vỡ. Ba lần trong khoảng thời gian 5 giây, có những tiếng la hét đau đớn hoặc căng thẳng từ một tên không tặc bên ngoài buồng lái, cho thấy một tên không tặc đang đứng gác bên ngoài buồng lái đang bị hành khách tấn công. Jarrah ổn định máy bay lúc 10:00:03. Năm giây sau, Jarrah hỏi, "Có phải vậy không? Chúng ta sẽ kết thúc luôn đi? " Một tên không tặc khác đáp lại, "Chưa. Chưa. Khi tất cả chúng đến, chúng ta sẽ kết thúc nó. " Jarrah một lần nữa cho chiếc máy bay lao lên rồi lại nhào xuống.
Một hành khách ở phía sau đã hét lên, "Hãy xông vào trong buồng lái! Nếu không, chúng ta sẽ chết!" lúc 10:00:25. Mười sáu giây sau, một hành khách khác hét lên, "Lăn nó đi!", câu này có thể ám chỉ việc sử dụng xe đẩy thức ăn như vũ khí. Máy ghi âm đã ghi lại âm thanh của hành khách dùng xe đẩy thức ăn đập mạnh vào cửa buồng lái.
Jarrah ngừng các thao tác mạnh với máy bay lúc 10:01:00 và đọc lại takbir hai lần. Sau đó anh ta hỏi một tên không tặc khác, "Có phải vậy không? Ý tôi là, chúng ta có nên cho nó xuống không? " Tên không tặc kia đáp lại, "Có, bỏ vào đó, và kéo nó xuống." Các hành khách tiếp tục tấn công và lúc 10:02:17, một nam hành khách nói: "Quay nó lên!" Một giây sau, một tên không tặc nói, "Kéo nó xuống! Kéo nó xuống!" Lúc 10:02:33, Jarrah cầu xin một cách tuyệt vọng bằng tiếng Ả Rập, và liên tục hét lên "Đưa nó cho tôi!", có thể là ám chỉ cần điều khiển của máy bay.
Những kẻ không tặc bên trong buồng lái la hét "Không!" qua tiếng kính vỡ. Những từ cuối cùng được nói trên máy ghi âm là một giọng nói bình tĩnh bằng tiếng Anh hướng dẫn, "Kéo nó lên." Máy bay sau đó lao xuống một cánh đồng trống ở Stonycreek, Pennsylvania, cách Washington, DC khoảng 20 phút bay Âm thanh cuối cùng trên máy ghi âm được thực hiện lúc 10:03:09. Phần dữ liệu chuyến bay cuối cùng được ghi lại lúc 10:03:10.
Có sự bất đồng giữa một số thành viên gia đình của hành khách và các quan chức điều tra về việc liệu hành khách có cố gắng phá vỡ buồng lái hoặc thậm chí phá cửa buồng lái hay không. Báo cáo của Ủy ban 11/9 kết luận rằng "những kẻ không tặc vẫn đang nắm kiểm soát nhưng phải đánh giá rằng hành khách chỉ mất vài giây nữa để đánh gục chúng". Nhiều người nhà của hành khách, sau khi nghe đoạn ghi âm, tin rằng hành khách đã đột nhập buồng lái và giết chết ít nhất một trong những tên không tặc bảo vệ cửa buồng lái; một số giải thích âm thanh cho thấy hành khách và không tặc đấu tranh để kiểm soát cần điều khiển máy bay.
Phó Tổng thống Dick Cheney, trong Trung tâm Điều hành Khẩn cấp Tổng thống nằm sâu dưới Nhà Trắng, đã ra lệnh cho phép bắn rơi Chuyến bay 93, nhưng sau khi biết về vụ tai nạn, được cho là đã nói, "Tôi nghĩ rằng một hành động anh hùng đã xảy ra trên chiếc máy bay đó."

## Hộp đen
Thiết bị ghi dữ liệu chuyến bay và băng ghi âm phòng lái được tìm thấy chiều ngày 13 tháng 9 năm 2001, nằm sâu dưới đất 25 feet (8 m) tại chỗ máy bay rơi. Chỉ có bản sao là được công bố. Tháng 4 năm 2002, trong một động thái không có tiền lệ, băng ghi âm phòng lái được FBI phát lại cho thân nhân các nạn nhân nghe. Những chi tiết khác được công bố bởi Uỷ ban 9/11 vào tháng 7 năm 2004.
Bản sao băng ghi âm phòng lái được công bố trong vụ án xét xử Zacarias Moussaoui, nhưng băng gốc vẫn còn giữ kín. Vào đầu bản sao, có giọng nói của một phụ nữ xin tha chết. Có lẽ đây là một tiếp viên hàng không.
Cuộn băng ghi lại tiếng kêu "Allahu Akbar" (Allah vĩ đại), tiếng la "Bắt lấy chúng!" và "Trong phòng lái. Nếu không, chúng ta sẽ chết", rồi có tiếng la khóc và những âm thanh khác, sau đó là im lặng. Có tiếng bát đĩa vỡ cho biết một xe đẩy thức ăn được dùng để phá cửa phòng lái. Băng ghi âm cũng cho thấy giả thuyết phi công LeRoy W. Homer Jr. Bị thương là không đúng vì bọn không tặc đã nói, "Báo cho chúng biết, bảo hắn nói với viên phi công. Bắt viên phi công lại" cho thấy chúng gặp khó khăn khi đang cố kiểm soát phi cơ và cần có sự giúp đỡ của LeRoy Homer.
Có vẻ như bọn không tặc rút vào phòng lái trước khi bị tấn công. Có thể nghe tiếng chúng cầu nguyện, trấn an lẫn nhau, và bàn cãi về các tình huống khác nhau bằng tiếng Ả Rập, liệu có nên dùng búa cứu hoả trong phòng lái để tấn công những người bên ngoài hay cắt nguồn oxygen để dập tắt cuộc tấn công. Jarrah nói "Thế à? Sao không chấm dứt luôn?" Một không tặc khác trả lời "Chưa. Khi bọn chúng xông vào, mình mới cho chấm dứt." Jarrah lại nói "Vậy hả? Cho đâm xuống đất, phải không?" một không tặc khác trả lời, "Phải, cho đâm xuống đất." rồi tiếp "Lao xuống! Lao xuống!"
Theo Uỷ ban 11/9, băng ghi âm cho thấy, không như nhiều người lầm tưởng, hành khách đã không vào được phòng lái. Cũng có thể họ đột nhập được vào phòng lái nhưng đã quá trễ vì máy bay đang lao thẳng xuống đất với tốc độ gần 600 mph (970 km/h). Uỷ ban 9/11 xác định rằng chính những nỗ lực của phi hành đoàn và hành khách của chuyến bay số 93 đã phá hỏng âm mưu của bọn không tặc nhắm huỷ diệt Điện Capitol hoặc Toà Bạch Ốc.

## Tuyên dương
Tất cả thành viên phi hành đoàn và hành khách (đương nhiên là trừ bọn khủng bố) đã được phong tặng Huy chương danh dự của Quốc hội. Ngoài ra, họ còn được Nhà nước Hoa Kỳ tôn vinh vào ngày 10 tháng 9 năm 2002. Ngày 24 tháng 9 năm 2001, Tổng thống George W. Bush gặp gỡ đặc biệt gia đình các nạn nhân trong chuyến bay 93 tại Nhà Trắng.

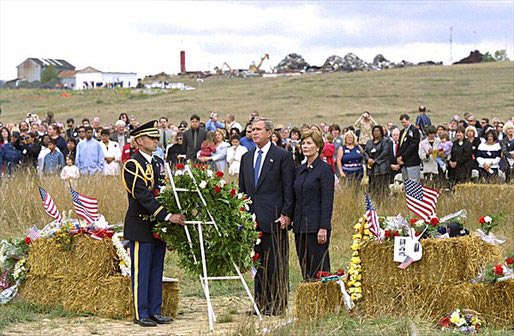
Tổng thống Bush và phu nhân đặt vòng hoa tưởng niệm

Sau ngày 11 tháng 9, một lá Quốc kỳ Hoa Kỳ cũng được treo ở cổng 17A, nơi trước đây chuyến bay 93 đã khởi hành đi San Francisco, nhưng không bao giờ tới được. Lá cờ được tháo đi sau này. Phía dưới cổng này cũng có một khu tưởng niệm các phi hành đoàn đã thiệt mạng trong chuyến bay.
Tuyến bay vẫn hoạt động, được đổi tên thành chuyến bay 81. Một vị khách đặc biệt đã bay chuyến bay này là Lisa Beamer, vợ của Todd Beamer - người đã cùng với nhiều hành khách khác cố chống cự lại bọn khủng bố. Bà Beamer muốn chứng tỏ rằng nước Mỹ sẽ không ngần ngại bay, mặc dù cho bất cứ chuyện gì xảy ra.
Phim tư liệu Flight 93 và bộ phim United 93 cũng đã được phát hành, nội dung nói về chuyến bay 93 này.

## Chuyến bay cảm tử của Lực lượng Không quân Vệ binh quốc gia New York
Khi nhận được tin chiếc Boeing số hiệu 93 bị bọn không tặc chiếm quyền điều khiển, đang hướng về thủ đô Wasington trong lúc 2 chiếc Boeing số hiệu 11 và 175 đã lao vào Trung tâm Thương mại thế giới thì đại tá Marc Sasseville và nữ trung úy phi công Heather Penney thuộc Lực lượng Không quân Vệ binh quốc gia New York lập tức lên 2 chiếc tiêm kích F-16 với ý định sẽ đâm vào chiếc Boeing số hiệu 93 cho nổ tung giữa trời nhằm ngăn nó lao xuống Nhà Trắng, hoặc điện Capitol.
Thông thường, tất cả các máy bay trước khi cất cánh đều phải có một thời gian chuẩn bị. Nó bao gồm các việc như kiểm tra bên ngoài máy bay, hệ thống bánh đáp, các cánh tà, cửa lên xuống, cửa khoang chứa hàng... trong lúc các phương tiện ngoại biên như xe tiếp nhiên liệu, xe tiếp điện làm nhiệm vụ của mình. Sau đó phi công kiểm tra các thiết bị bên trong máy bay như các bảng đồng hồ điều khiển, radio liên lạc, radar dẫn đường... rồi mới được phép nổ máy. Riêng với máy bay chiến đấu, phi công còn phải kiểm tra dù, áo phao cứu sinh, đèn hiệu cấp cứu, thuốc chống cá mập, máy truyền tin cá nhân, hệ thống tác chiến điện tử, tình trạng hoạt động của các loại vũ khí...
Tuy nhiên, cả 2 chiếc F-16 đều không có bất kỳ một quả tên lửa nào, còn khẩu pháo Vulcan 20 mm đặt trước buồng lái thì chưa nạp đạn vì vùng bay huấn luyện của họ là vùng trời thủ đô. Điều ấy nghĩa là Marc Sasseville cùng Heather Penney sẽ đâm trực diện 2 chiếc F-16 vào chiếc Boeing có kích thước gấp 7 lần máy bay họ, và chắc chắn là họ sẽ chết cùng với tất cả mọi người trên chiếc Boeing.
Trong 90 phút tiếp theo, Heather Penney và Marc Sasseville bay khắp bầu trời Washington DC để tìm kiếm chiếc máy bay số hiệu 93. Họ bay cách nhau 30m và nếu nhìn thấy nó, cả hai sẽ lao thẳng vào nó như đã định. Sau đó, trong hệ thống liên lạc, Heather Penney nhận được tin chiếc máy bay Boeing số hiệu 93 đã đâm xuống một cánh đồng tại Xã Stonycreek gần Shanksville, Pennsylvania, lúc 10:03 sáng. Sau này cô còn được biết thêm là nhiều hành khách trên máy bay đã dũng cảm ngăn chặn bọn khủng bố.
Theo lệnh của chỉ huy không quân, Heather Penney và Đại tá Marc Sasseville chuyển sang làm nhiệm vụ bảo đảm an ninh không phận bởi lẽ không phải tất cả mọi chiếc máy bay đã cất cánh vào sáng hôm đó đều nhận được lệnh ra khỏi vùng trời Washington, D.C. của Cục Hàng không Liên bang FAA.
Cũng cần nói thêm rằng trong vụ ngăn chặn chiếc Boeing số hiệu 93, còn có một phi công khác lên tiếng "nhận vơ" công trạng về mình. Đó là đại úy Billy Hutchison ở Căn cứ Không quân Andrews.
Theo Hutchison, sáng 11 tháng 9 ông ta đang thực hiện một bài bay trên vùng trời Thành phố New York thì bất ngờ phát hiện chiếc Boeing 93 ở cách mình khoảng 1,6 km. Hutchison dự định sẽ bắn vào buồng lái của chiếc Boeing 93 bằng khẩu súng máy 20 mm đặt trước mũi chiếc F-16 rồi tiếp theo, ông ta sẽ lao máy bay của mình vào chiếc Boeing 93 để cả hai cùng nổ tung.
Tuy nhiên, khi được Ủy ban điều tra về vụ 11-9 của Quốc hội Mỹ mời ra điều trần, Hutchison khai rằng ông ta nhìn thấy chiếc Boeing 93 lúc 10 giờ 38 phút nhưng  thực tế thì chiếc 93 đã rơi xuống một cánh đồng ở bang Pennsylvania từ trước đó gần 30 phút. Chưa hết, kiểm tra danh sách các chuyến bay huấn luyện tại căn cứ không quân Andrews sáng ngày 11-9, ngoại trừ 2 chiếc F-16 của Đại tá Marc Sasseville và trung úy Heather Penney thì không có một chiếc nào khác cất cánh.